# 克里韋 (科佐瓦區)
49°24′22″N 25°5′36″E / 49.40611°N 25.09333°E
克里韋（烏克蘭語：Криве），是烏克蘭的村落，位於該國西部捷爾諾波爾州，由捷尔诺波尔区負責管轄，始建於1626年，面積0.22平方公里，2023年人口1,099，人口密度每平方公里5,716.3人。